# Броніславув (Пйотрковський повіт)
Броніславув (пол. Bronisławów) — село в Польщі, у гміні Вольбуж Пйотрковського повіту Лодзинського воєводства.
Населення — 41 особа (2011).
У 1975-1998 роках село належало до Пйотрковського воєводства.

## Демографія
Демографічна структура станом на 31 березня 2011 року:
|          | Загалом | Допрацездатний вік | Працездатний вік | Постпрацездатний вік |
| -------- | ------- | ------------------ | ---------------- | -------------------- |
| Чоловіки | 18      | 3                  | 10               | 5                    |
| Жінки    | 23      | 1                  | 13               | 9                    |
| Разом    | 41      | 4                  | 23               | 14                   |